# Chiesa di San Michele (Vigevano)
La chiesa di San Michele era un edificio religioso sito a Vigevano, in provincia di Pavia e diocesi di Vigevano.

## Descrizione e storia

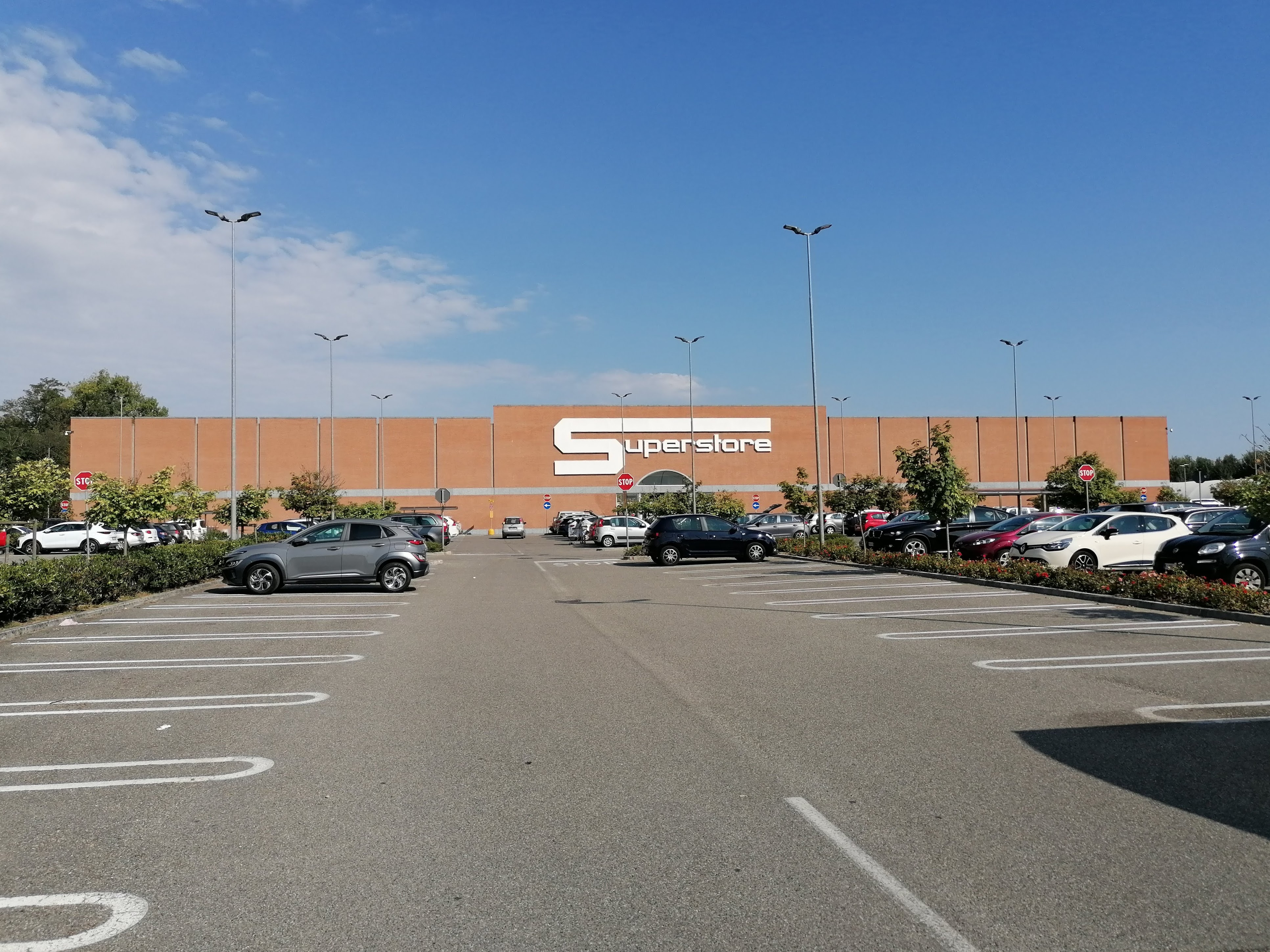
Il luogo in cui sorgeva la chiesa, oggi occupato da un supermercato.

Chiesa antichissima, oggi scomparsa, si trovava in via della Pecorara, odierna via Santa Maria, dopo Santa Maria intus vineas. La chiesa era ancora presente nel Settecento, visibile con il largo sagrato ombreggiato da un olmo secolare, secondo l'usanza per i sagrati campestri. Aveva dimensioni simili a quella di San Martino e probabilmente serviva come parrocchia per gli abitanti delle cascine circostanti.
Le sue origini sono ignote e non fu trovato l'anno di fondazione dagli studiosi. Sulla facciata era presente una didascalia latina che affermava che la chiesa fu restaurata diverse volte e fu ingrandita nel 1615. Il Consiglio generale fece poi dipingere il quadro sull'altare, probabilmente l'unica opera presente nella chiesa. Fu demolita nel 1784 su ordine del vescovo Scarampi.
Ai tempi di Simone Dal Pozzo e durante il XV e il XVI secolo furono effettuati degli scavi nella zona, che portarono alla luce tombe ed oggetti appartenenti ai seguaci della superstiziosa gentilità e che portavano parole illeggibili per l'antichità. Tali oggetti furono distrutti.
Nel punto in cui era presente la chiesa fu poi fatta costruire una colonna in memoria dal vescovo Scarampi, che recitava: IHC ANTIQ. D. MICHAEL. ARAM ET COEMET. P. V. REVEREBATUR (Qui esisteva l'antica chiesa dedicata a San Michele ed il suo cimitero; il popolo vigevanese pose in memoria). Anche questo punto di riferimento è oggi scomparso e sul luogo è sorto un supermercato Esselunga.